# Logistikzentrum Baden-Württemberg

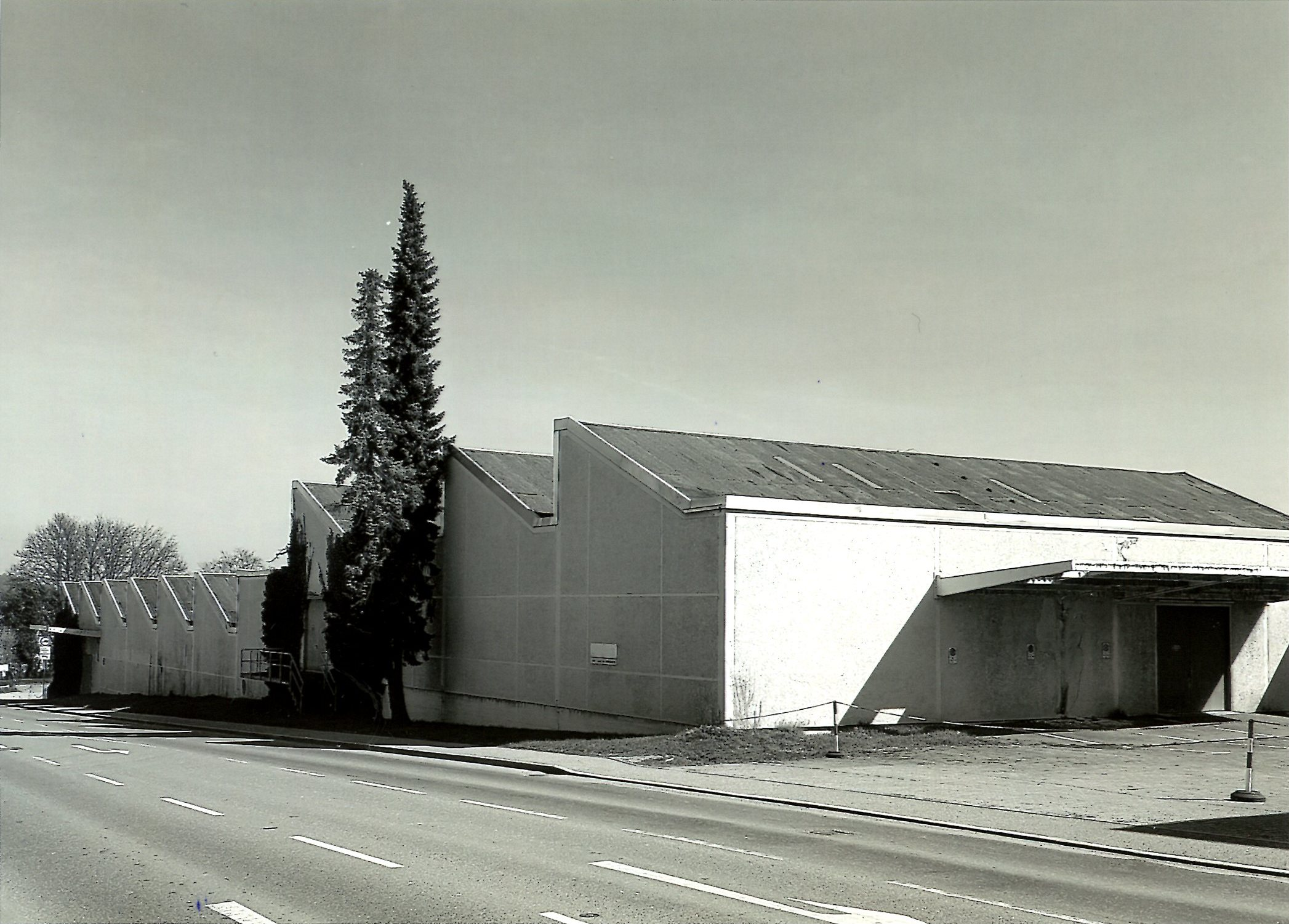
Ansicht von der Siemensstraße

Das Logistikzentrum Baden-Württemberg (LZBW) in Ditzingen ist die zentrale Beschaffungsstelle des Landes Baden-Württemberg. Es wurde 1953 als Landesbeschaffungsstelle für die staatliche Polizei gegründet und 1998 unter Umwandlung in einen Landesbetrieb in Logistikzentrum der Polizei (LZP) umbenannt. Durch eine Verwaltungsvorschrift vom 23. März 2005 erhielt es mit Wirkung vom 1. April 2005 seinen heutigen Namen.

## Aufgabe
Hauptaufgabe des Zentrums ist die Beschaffung von Ausrüstungsgegenständen und Kleidung für die Polizei, den Justizvollzugsdienst und andere öffentliche Stellen des Landes sowie die Auslieferung der Kleidung an diese Stellen. Dienstkleidung wird derzeit in erster Linie für die Polizei, die Justizvollzugsverwaltung, die Forstverwaltung und die Gewässer- und Straßendienste beschafft. Das Logistikzentrum beschafft alle Gegenstände, die nach der Beschaffungsanordnung zentral beschafft werden müssen für alle Behörden des Landes. Die Hochschulen dürfen selber beschaffen, sollen aber in der Regel ihre Bedarf auch über das Zentrum decken.

### Zentrale Beschaffung
Zentral zu beschaffen sind folgende Gegenstände:
- Allgemeiner Geschäftsbedarf an Büromaterialien (z. B. unbedrucktes Papier, Briefhüllen, Versandtaschen, Hängetaschen, Hefter, Ordner, unbedruckte Laufmappen)
- Büromaschinen (z. B. nicht vernetzbare oder als Arbeitsplatzdrucker verwendbare Schreibmaschinen, Fotokopiergeräte, Tischrechner, Diktiergeräte, Aktenvernichter).
- Reinigungsmaschinen (z. B. Staubsauger, Hochdruckreiniger, Kehrmaschinen),
- Verbrauchsmaterialien wie Toilettenpapier, Leuchtmittel und Zubehör
- Druckaufträge aller Art der Dienststellen im Regierungsbezirk Stuttgart, über einem geschätzten Auftragswert von 1500 Euro (ohne Umsatzsteuer)
- Kraftfahrzeugverbrauchsteile und -zubehör (Reifen, Felgen, Batterien, Glühlampen, Wischerblätter und Gewichte) und Pflegemittel
- Kraft- und Schmierstoffe (Benzin, Diesel-, Motoren- und Getriebeöl)
- Röntgenfilme und Fotomaterial
- Standardgeräte für die Datenverarbeitung (z. B. Personalcomputer, Bildschirme, Tastaturen, Drucker usw.), Programme der Bürokommunikation und standardisierte Dienstleistungen
- Zubehörmaterialien für die Datenverarbeitung (Disketten, Data Cartridges, Magnetbänder, Magnetbandkassetten, Magnetplatten, Zubehör für Drucker und Toner) (Beschaffung durch die Oberfinanzdirektion für die Finanzverwaltung)
- Anzeigen durch Abschluss eines Rahmenvertrages mit einer Agentur

Druckaufträge für folgende Schriften werden unabhängig vom Auftragswert von den Dienststellen selbst vergeben:
- Sitzungsprotokolle und Beilagen des Landtags
- Steuerformulare
- Haushaltspläne und Haushaltsrechnungen
- Prüfungsfragen
- Verschlusssachen
- Druckaufträge an Justizvollzugsanstalten und an Behindertenwerkstätten
- Druckaufträge der Finanzkontrolle (Rechnungshof, Gemeindeprüfungsanstalt usw.)